# Gourami nain
Trichogaster lalius
Espèce
Synonymes
- Colisa lalia (Hamilton, 1822)[1]
- Colisa lalius (Hamilton, 1822)[1]
- Colisa unicolor Cuvier, 1831[2] [1]
- Polyacanthus lalius (Hamilton, 1822)[1]
- Polyacanthus lalius[3]
- Trichopodus lalius Hamilton, 1822[2] [1]

Statut de conservation UICN

 LC  : Préoccupation mineure
Le Gourami nain (Trichogaster lalius) est un poisson de la famille des Osphronemidés. Ce gourami est originaire d'Inde et on le trouve notamment dans le Gange. La vivacité de ses couleurs, avec des stries bleues métalliques, en fait un poisson d'aquarium très populaire, surtout connu sous son ancien nom de Colisa lalia.

## Description de l'espèce

### Morphologie

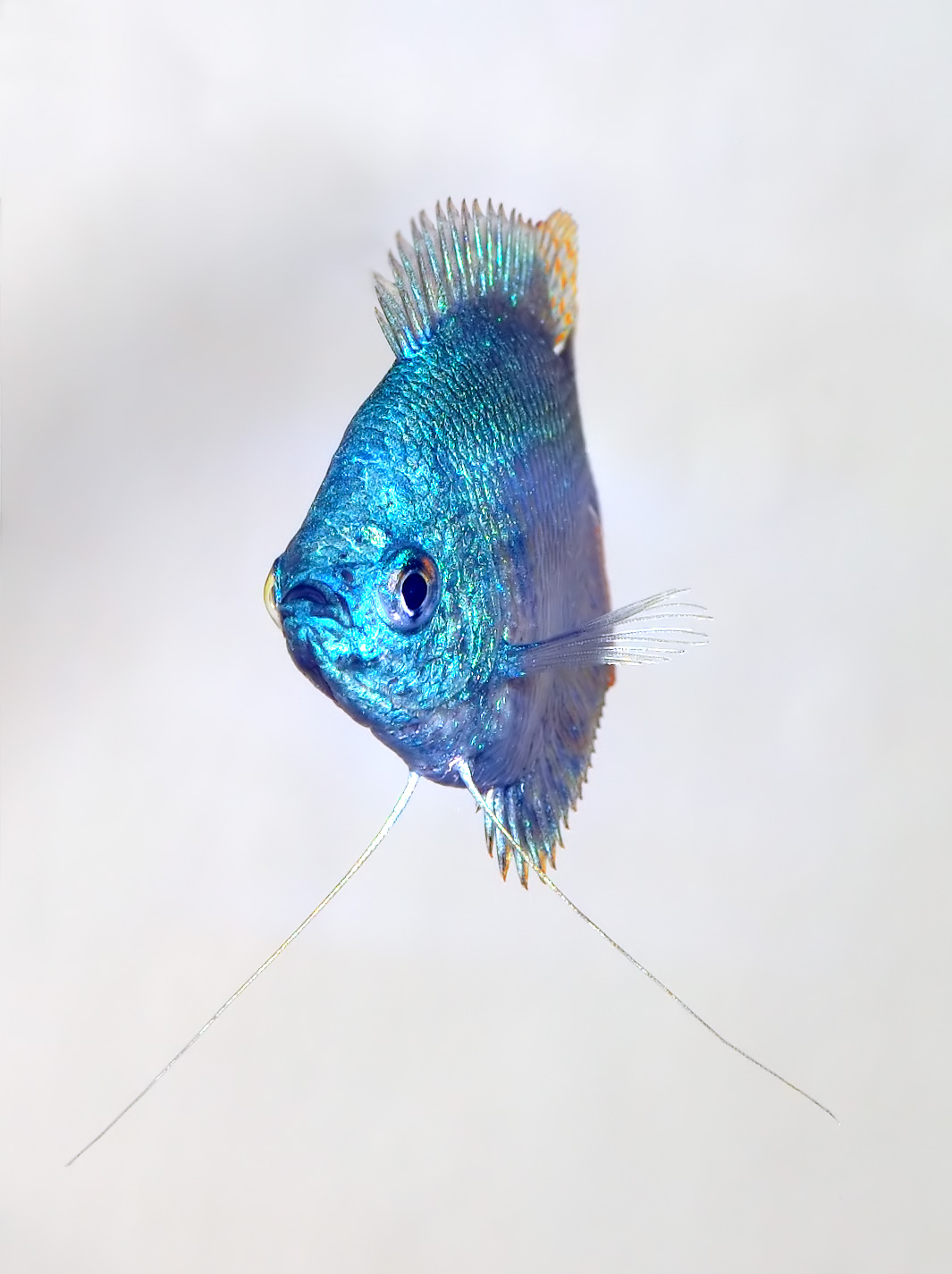
Un Gourami nain vu de face, variété néon bleu.

Le corps est haut et comprimé latéralement. Comme chez l'ensemble des poissons du genre Trichogaster, les nageoires ventrales de T. lalius forment des filaments allongés qui servent d'organes tactiles. Les nageoires anale et dorsale débutent très en avant du corps pour terminer à la base de la caudale.
Le Gourami nain présente un dimorphisme sexuel important. Le mâle mesure de 5 à 7 cm, la femelle est plus petite. Dans sa livrée naturelle, le mâle est bleuté, strié de bandes rouge orangé verticales. Sa nageoire dorsale se termine en pointe. La femelle, quant à elle, est uniformément gris argenté et sa nageoire dorsale est arrondie.
Il existe des variétés d'élevage différemment colorées.

### Anatomie
Trichogaster lalius possède un labyrinthe tout comme le Combattant (Betta splendens). Cet organe respiratoire annexe lui permet de respirer, si nécessaire, l'air atmosphérique en surface.

### Comportement et reproduction
Pour les faire reproduire, la température doit être à 28 °C et il faut baisser le pH et la dureté de l'eau. L'eau doit être légèrement acide et douce. Il doit y avoir un faible débit de la pompe afin de ne pas détruire le nid de bulle et beaucoup de plantes (les plantes de surface sont indispensables car elles servent de « support » au nid).  Tous ces paramètres vont favoriser la fabrication du nid de bulles.
Ovipare, le mâle fait seul son nid, mais peut être aidé de la femelle. Le mâle seul soignera la ponte.Territorial après le frai, il peut alors se montrer agressif. Dans ce cas là, il faut prévoir un autre bac pour retirer la femelle.

### Habitat d'origine
L'espèce est originaire d'Inde où il peuple notamment le Gange. Il vit dans les cours d'eau riches en végétation et profonds de quelques centimètres environ.

## Maintenance en captivité
| Origine         | Inde                  | Eau           | Eau douce      |
| Dureté de l'eau | 4 à 12 °GH            | pH            | 6,8 à 7        |
| Température     | 22 à 28 °C            | Volume mini.  | 80 litres      |
| Alimentation    | Omnivore              | Taille adulte | env. 5 cm      |
| Reproduction    | Ovipare               | Zone occupée  | Milieu et haut |
| Sociabilité     | Paisible, territorial | Difficulté    | Moyenne        |

Les gouramis nains doivent être maintenus dans une eau à 24-30 °C, avec un pH plutôt neutre compris entre 6,8 et 7 et une dureté de 4 °d GH à 12 °d GH.
On peut garder facilement un couple dans un bac de 100 litres mais un tel volume de bac ne peut accueillir deux mâles ensemble : dans de telles conditions ceux-ci n'auraient pas assez de place pour faire leur territoire et se battraient, jusqu'à la mort du plus faible. Pour maintenir deux mâles, un bac de 200 litres avec beaucoup de cachettes convient très bien[réf. nécessaire].

### Élevage

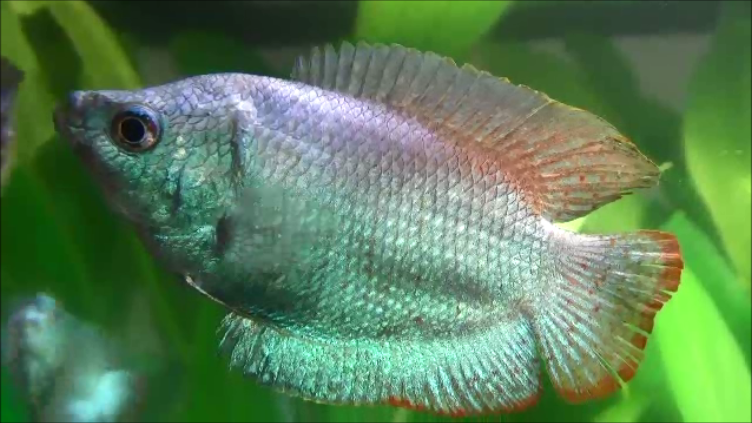
Trichogaster lalius - variété d'élevage bleu

Leur faire manger des proies vivantes (artémias, vers de vase) pour déclencher la ponte et mettre du Riccia fluitans ou des plantes de surface (lentilles d'eau telles Lemna minor, Pistia stratiotes), qui offriront au couple un emplacement pour la construction d'un nid de bulles.
Pour la reproduction, tout comme pour la maintenance, il faut distinguer les poissons d'origine sauvage et les poissons provenant d'élevage. En captivité, c'est un brusque changement d'eau et un léger échauffement de l'eau pour favoriser une humidité ambiante à la surface de l'eau qui va permettre de déclencher la reproduction.
Pour les alevins, il est bien d'ajouter (en bac spécifique) de la mousse de Java (Vesicularia dubyana) au fond de l'aquarium pour permettre aux alevins fraîchement éclos de s'y cacher et de se nourrir du zooplancton qui s'y développe.
Les variétés d'élevage de cette espèce sont beaucoup plus faibles que les individus de la souche naturelle (Colisas à la robe bleue striée de bandes rouges). 

### Maladies
Si l'eau est trop acide (pH inférieur à 6,5) ou trop alcaline (pH supérieur à 7,3) les Colisa sont confrontés à des problèmes cutanés et à des infections difficiles à traiter, et deviennent sensibles à l'oodiniose (la maladie du velours).
Si les paramètres du bac dans lequel ils vivent ne leur conviennent pas, les poissons sont fragilisés et attrapent de nombreuses maladies ; en cas de blessure les plaies guérissent mal et se transforment parfois en ulcères. Ce type de lésion est impossible à soigner complètement et le poisson retombe fréquemment malade et finalement en meurt.

### Variétés d'élevage

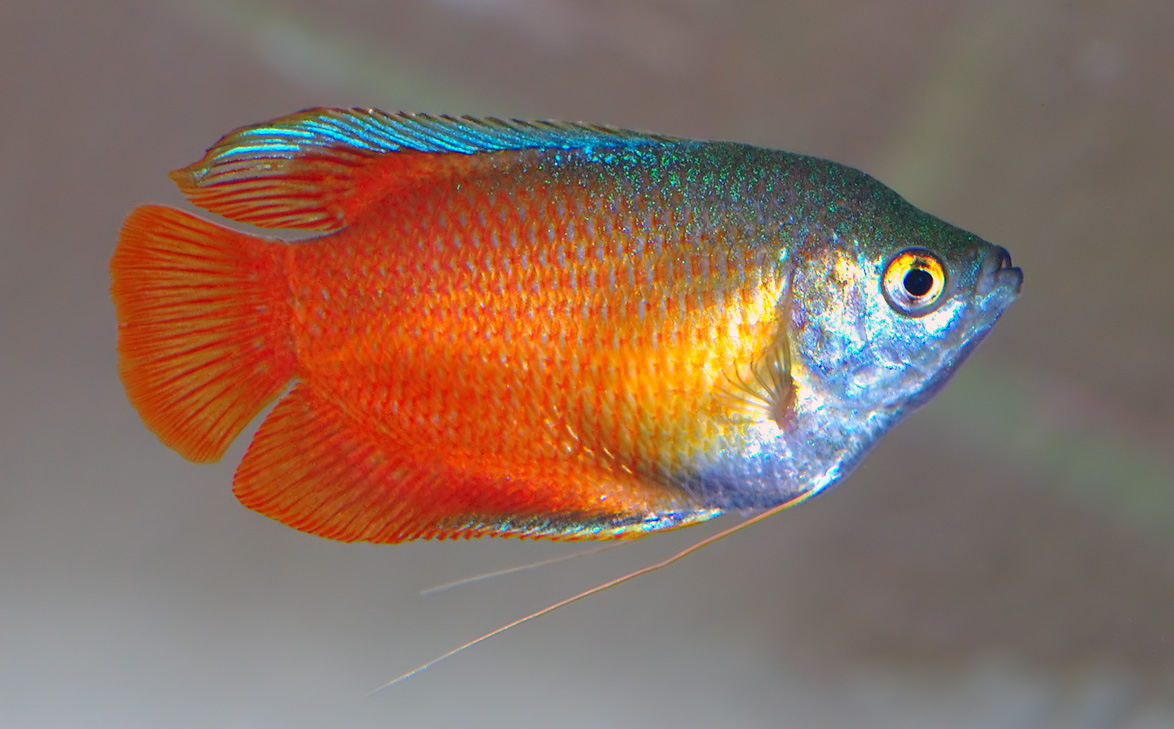
variété flamme
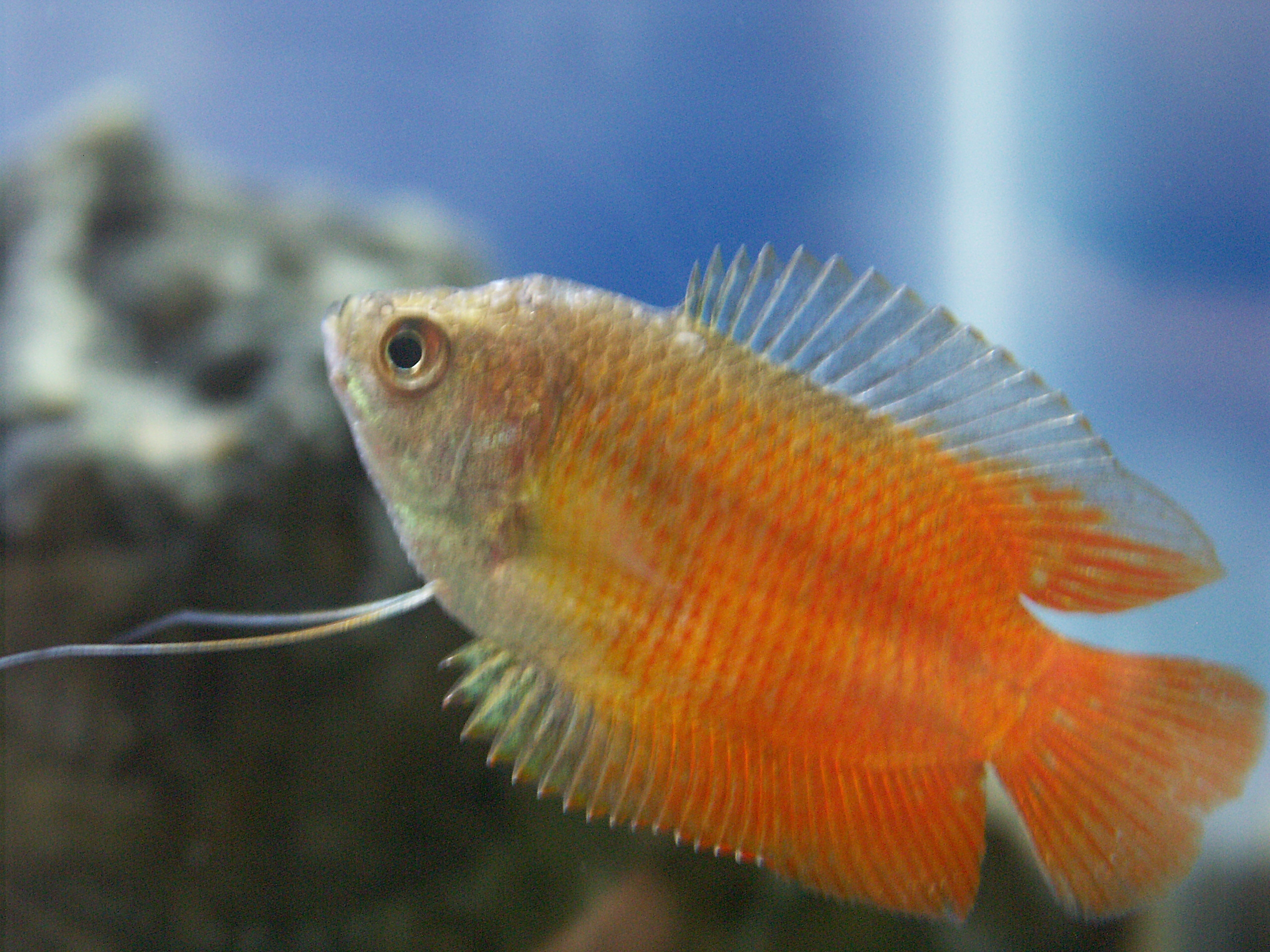
variété néon rouge
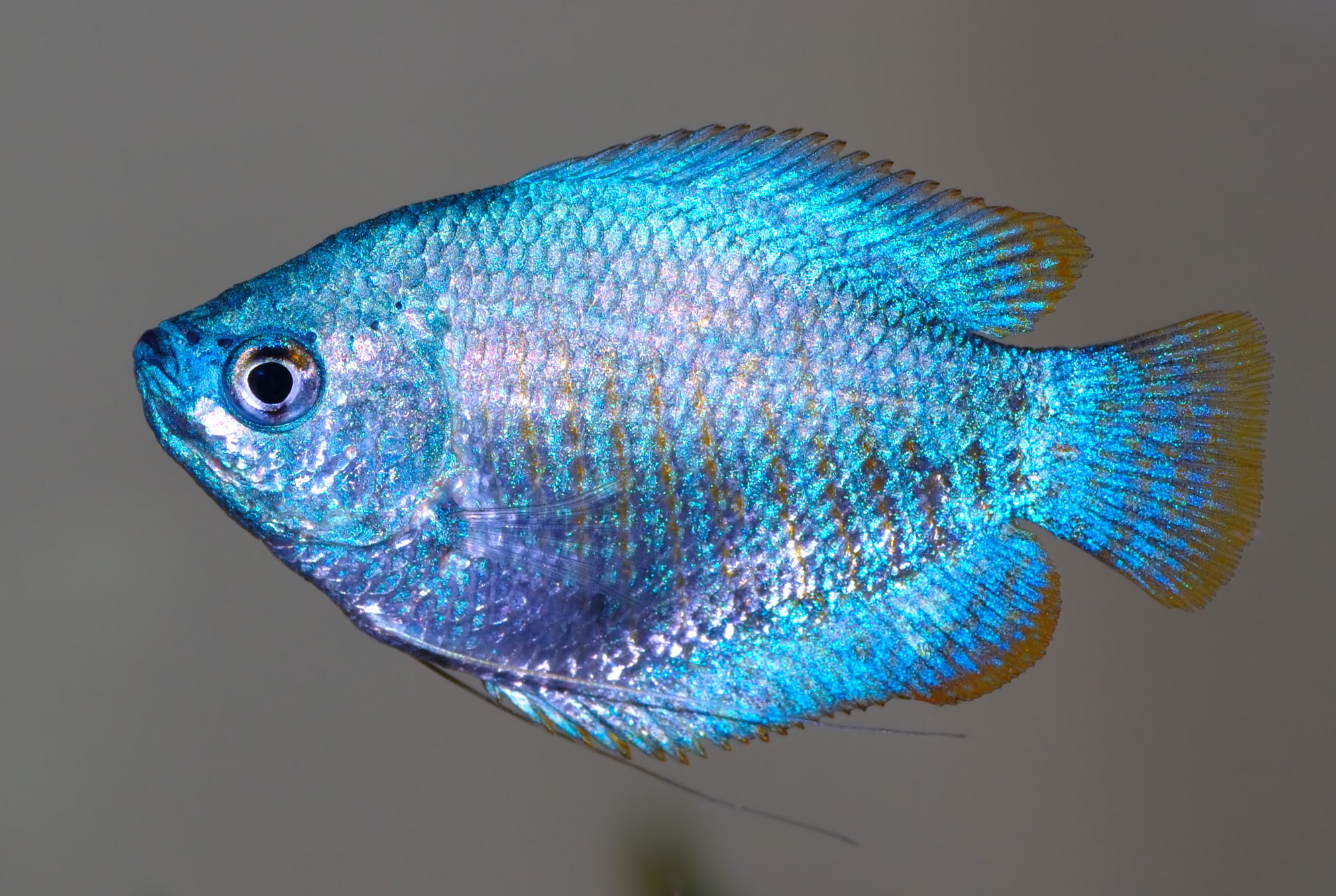
variété Cobalt

Ces variétés sont beaucoup plus fragiles que la forme sauvage. Les Colisa lalia ci-dessus sont colorés artificiellement.

## Étymologie
Son nom spécifique, lalia, reprend le nom vernaculaire indien de ce poisson en dialecte Ooriah.

## Publication originale
- (en) Hamilton, 1822 : An account of the fishes found in the river Ganges and its branches. Edinburgh & London, p. 1-405[10] (texte intégral).